# Католицька церква в Нігері
Като́лицька це́рква в Ні́гері — друга християнська конфесія Нігеру. Складова всесвітньої Католицької церкви, яку очолює на Землі римський папа. Керується конференцією єпископів. Станом на 2004 рік у країні нараховувалося близько 16 000 католиків (0,13% від усього населення). Існувало 2 діоцезій, які об'єднували 17 церковних парафій.  Кількість  священиків — 44 (з них представники секулярного духовенства — 14, члени чернечих організацій — 30), постійних дияконів — 0, монахів — 35, монахинь — 81.